# Prajnaparamita Devi

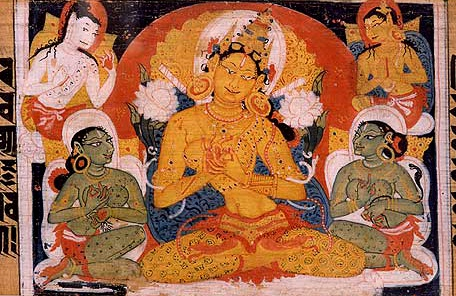
Prajnaparamita Devi.

Prajnaparamita Devi är en gudinna inom buddhismen. 
Hon beskrivs som en kvinnlig buddha eller bodhisattva som förkroppsligar visdomsnivån prajnaparamita, och har kallats den perfekta visdomens gudinna, och buddhornas moder. 